# Linka 7 (tramvaj v Île-de-France)
 

Geograficky přesná mapa dráhy

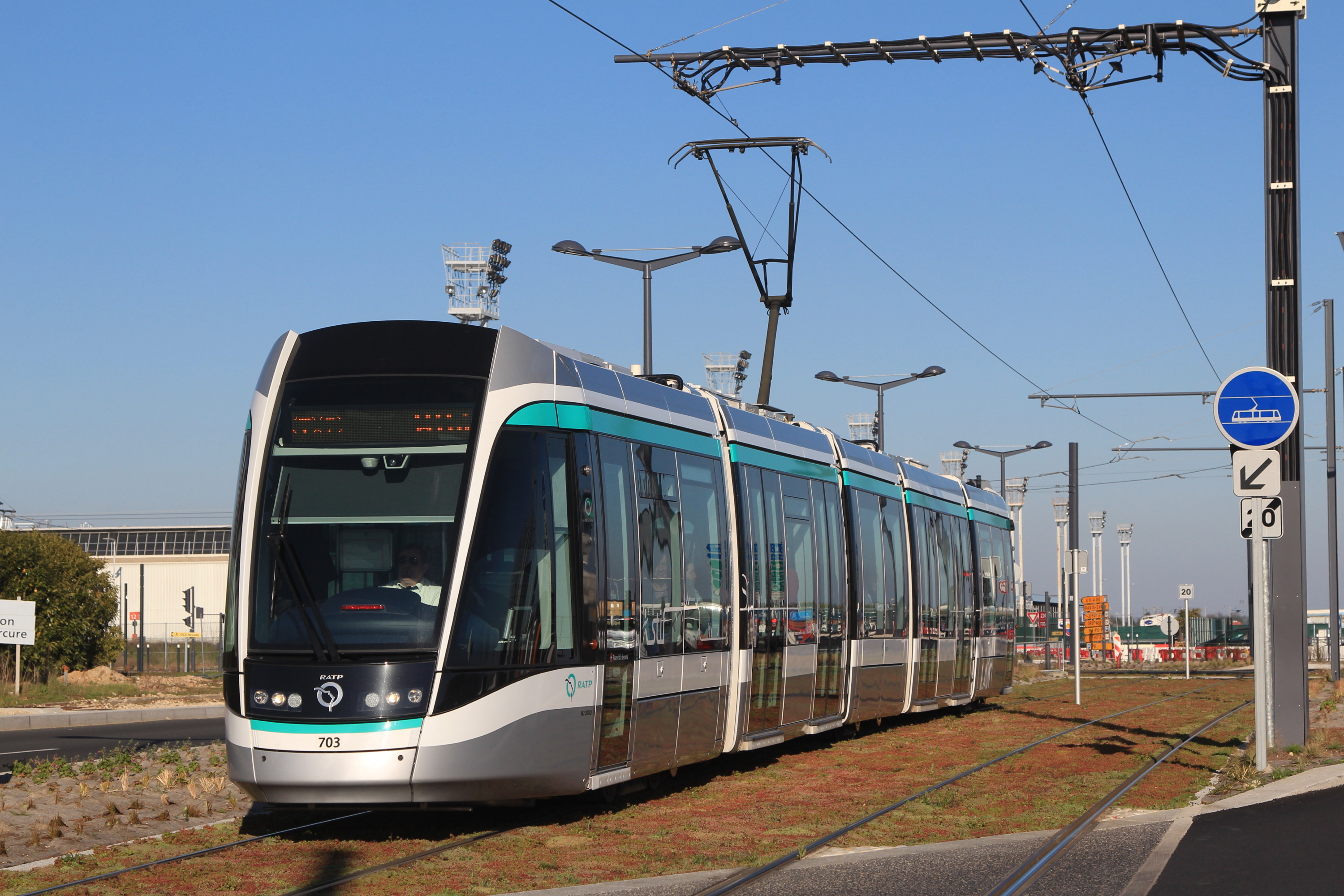
Alstom Citadis 302

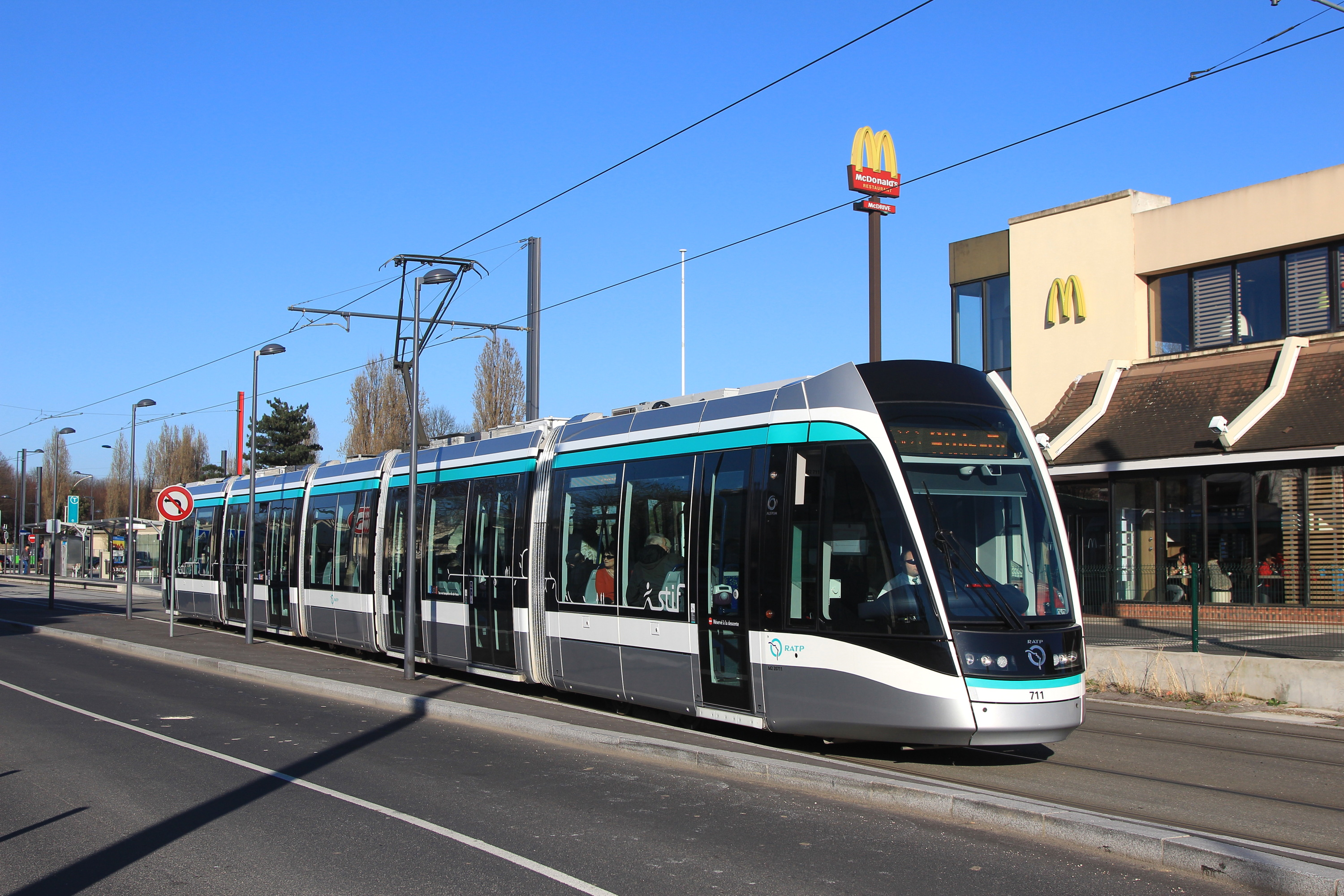
Tramvaj v Chevilly-Larue.

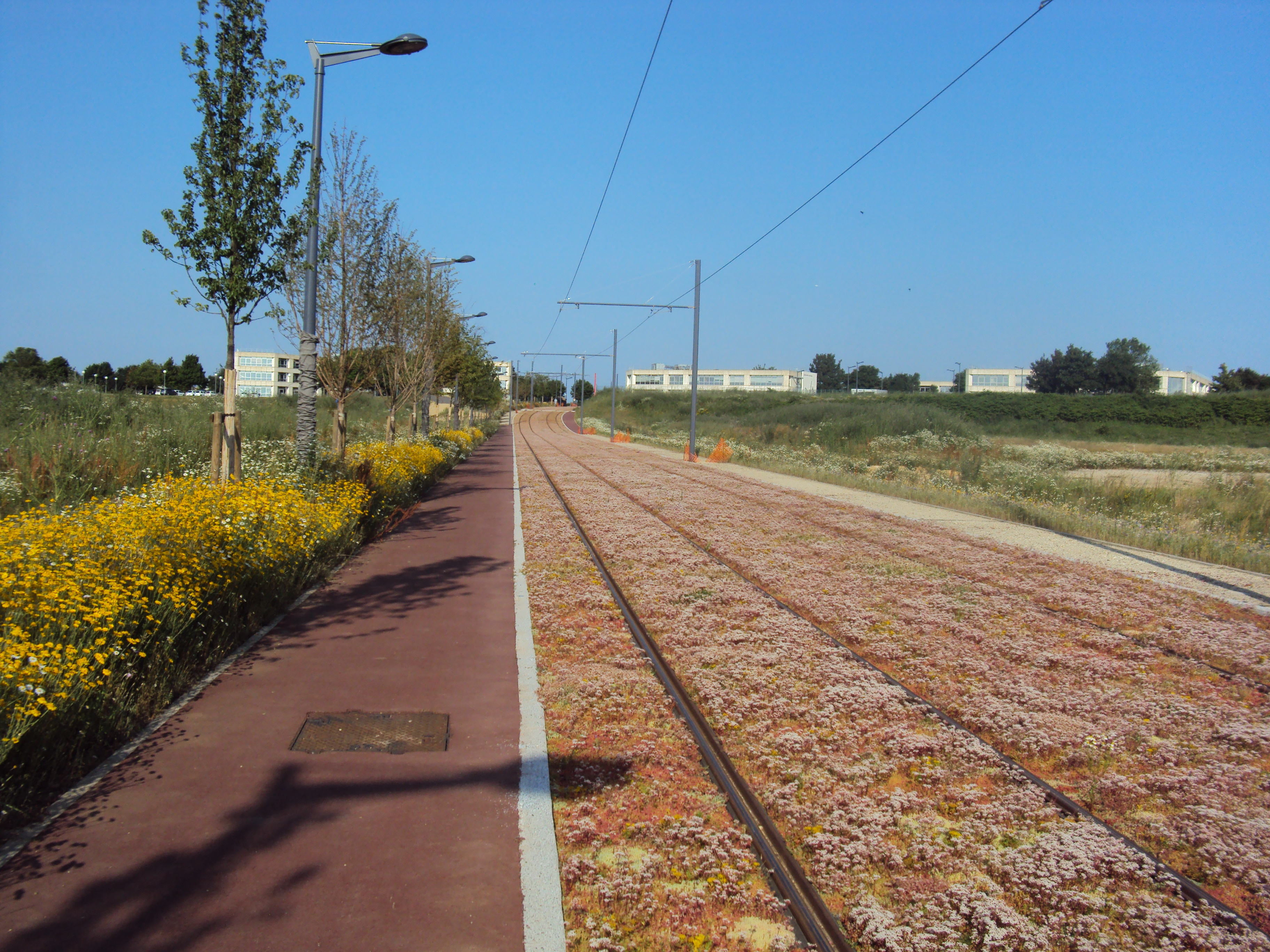
Trať u stanice La Fraternelle

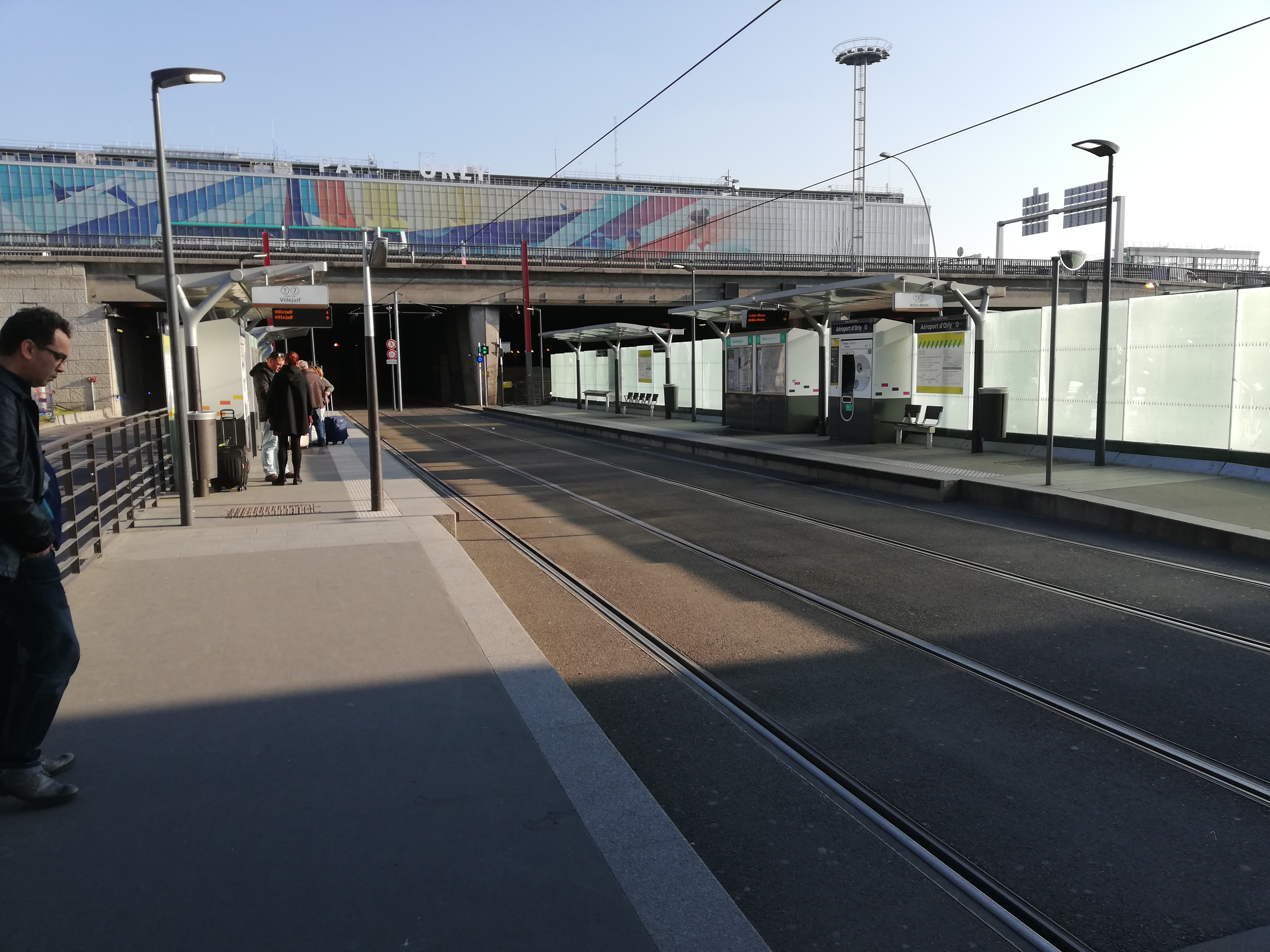
Stanice u letiště Orly

Linka T7 je jednou z linek tramvajové dopravy v regionu Île-de-France. V systému MHD je značena hnědou barvou, je 11,2 km dlouhá a má celkem 18 stanic. Provoz byl zahájen 16. listopadu 2013 po čtyřech letech prací. Ročně přepraví 9,7 miliónu cestujících a jejím provozovatelem je pařížský dopravní podnik RATP. Jedná se o první novodobou tramvajovou linku v Île-de-France, která jezdí na letiště, konkrétně na Paříž-Orly. 

## Historie
Projekt výstavby tramvajové linky spojující město Athis-Mons, letiště Orly, blízkou stanici RER C Rungis - La Fraternelle a jižní konečnou stanici metra 7 Villejuif – Louis Aragon byl schválen v roce 2002. Stavební práce byly zahájeny v roce 2009 a o čtyři roky později, na konci roku 2013, svezly tramvaje na lince T7 první cestující.

## Trať
Trať je dlouhá 11,2 kilometrů a spojuje města Villejuif, Vitry-sur-Seine, Chevilly-Larue, Thiais, Rungis, Paray-Vieille-Poste, Orly a Athis-Mons v departementech Val-de-Marne a Essonne jižně od Paříže. Ve stanici Aéroport d'Orly je možný přestup na OrlyVal, který propojuje jednotlivé terminály letiště Paříž-Orly. Mezi stanicemi Athis-Mons a Aéroport d'Orly vede trať v tunelu přímo pod vzletovými a přistávacími dráhami. Cesta z konečné na konečnou trvá 31 minut, průměrná vzdálenost mezi zastávkami činí 657 metrů.

Plán linky 7

## Další rozvoj
V plánech Île-de-France Mobilités je prodloužení linky T7 o 3,7 km ze současné jižní konečné Athis-Mons ke stanici RER C a D Juvisy-sur-Orge ve stejnojmenném městě. Na trase bude mimo jiné 900 metrů dlouhý podpovrchový úsek s jednou podzemní stanicí. Vzhledem k nejistému financování tohoto projektu však prozatím není znám termín zahájení stavebních prací ani uvedení do provozu. 

Plán linky 7 po otevření úseku do Juvisy-sur-Orge

## Vozový park
Provoz na lince T7 zajišťuje 19 pětičlánkových tramvají Alstom Citadis 302 s délkou 32,7 metru, šířkou 2,4 metru a přepravní kapacitou 213 cestujících (4 cestující na m2). Stejný typ tramvají se používá také na lince T8.